# Cucina birmana

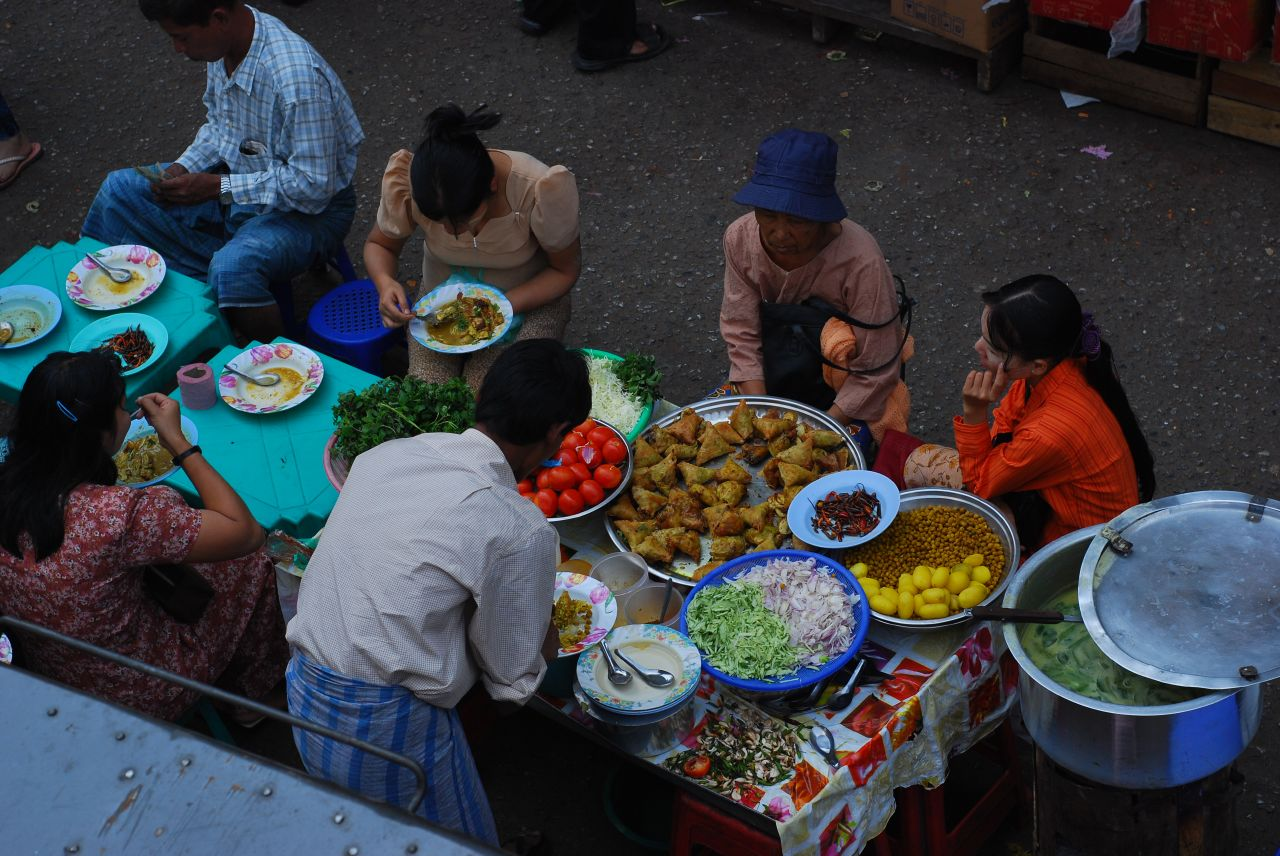
Un cafè all'aperto a Yangon

La cucina birmana è il risultato di un insieme di influenze di diversi popoli come i bamar, i mon, gli indiani e i cinesi. Un ulteriore contributo è stato dato anche dalla cucina thailandese e dai britannici che in passato avevano colonizzato la Birmania. Anche gli stili culinari malesi e peranakan hanno plasmato la cucina birmana, in particolare in merito ai dolci preparati con cocco, farina di riso e pandano. I piatti risultano semplici e comprendono generalmente una portata di riso accompagnato da diversi tipi di curry e insalate condite con erbe aromatiche.

## Connotati principali
(Proverbio birmano)

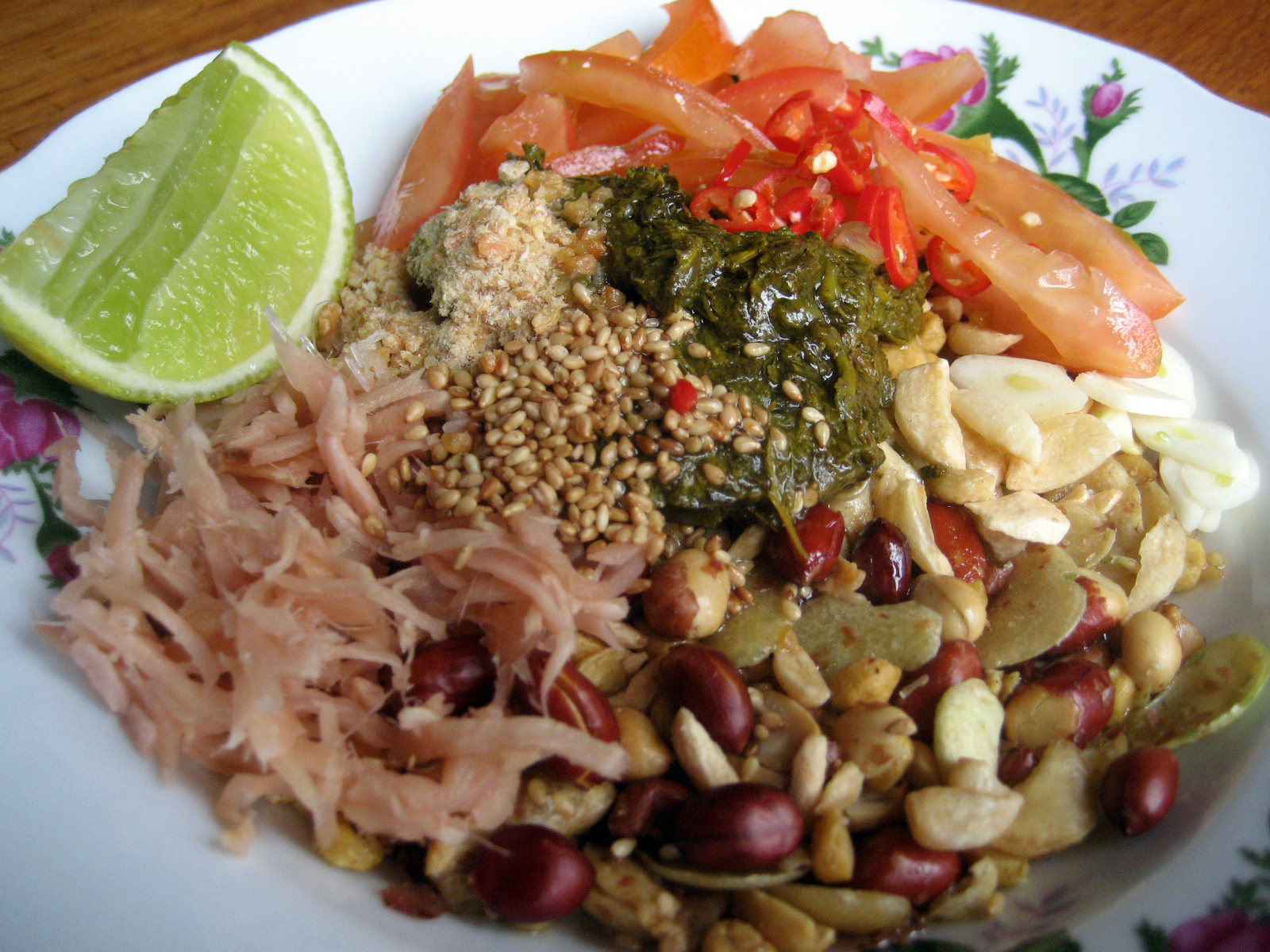
Piatto di lahpet

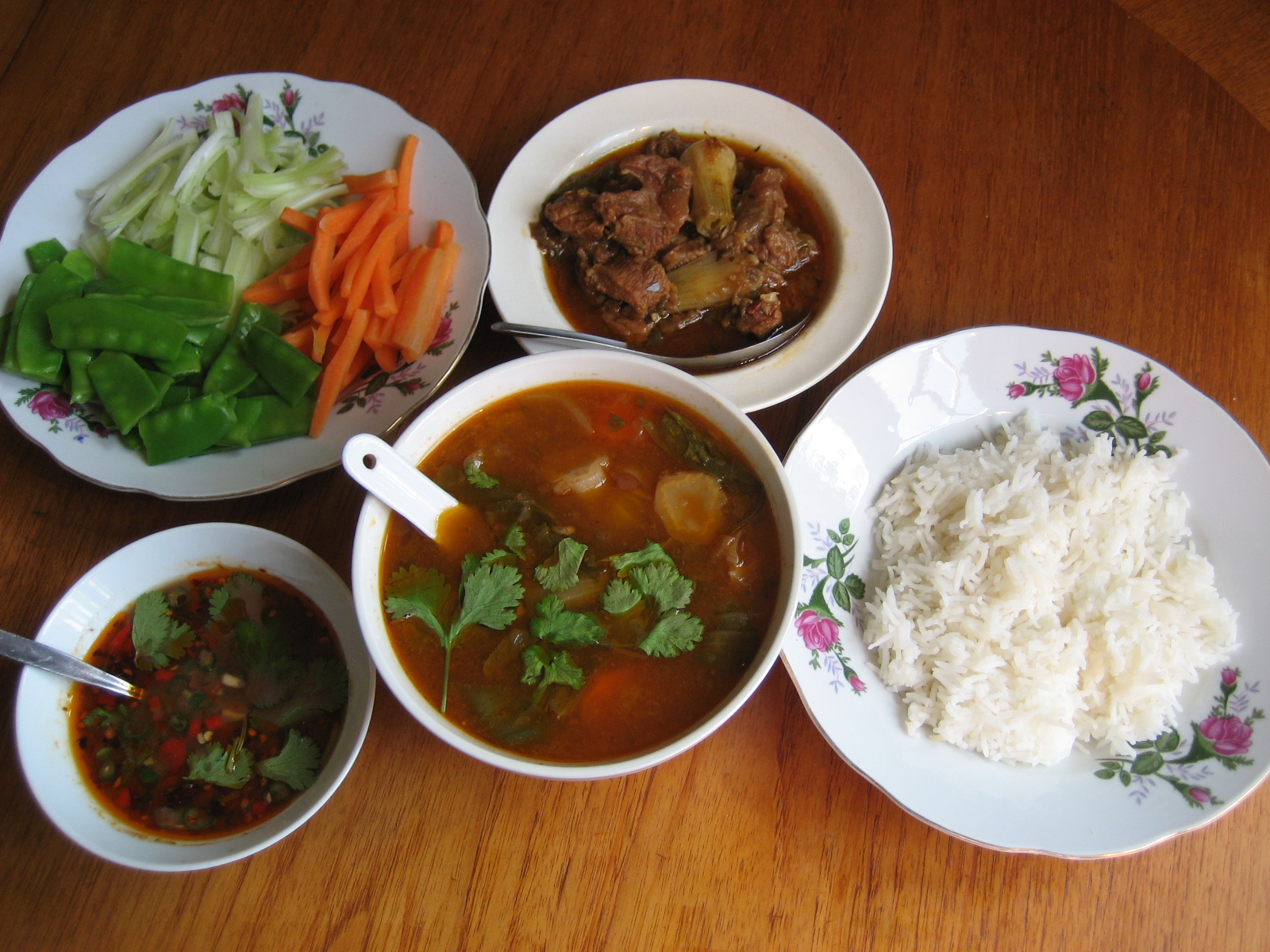
Pasto tradizionale birmano

Il riso è l'alimento principale della dieta birmana ed è accompagnato da una serie di curry preparati con pollo, pesce, gamberi e montone. La carne bovina e suina è scarsamente diffusa per motivi religiosi: il Buddismo e l'Induismo vietano il consumo di carne di vitello, mentre la carne di maiale è proibita in virtù del culto dei nat.
Molti birmani sono vegetariani e durante il ritiro delle piogge che intercorre intorno al plenilunio del mese di Waso alcuni si astengono dall'usare il fuoco in cucina, il ché implica un maggior consumo di frutta e verdura. Di fatto, la maggior parte dei macellai in Birmania è musulmana o cinese.
I piatti birmani richiedono una lunga preparazione. Il curry preparato in questo paese è il meno piccante di tutta l'Asia in quanto non è basato sull'uso del peperoncino, ma piuttosto su un masala di curcuma, zenzero, aglio, cipolle, olio di arachidi e pasta di gamberi. Alcuni condimenti piccanti invece sono il balachaung (a base di peperoncino, tamarindo e gamberi essiccati) e il ngapi jaw, una pasta di gamberi fritta in olio di arachidi con peperoncino e cipolle.
Il ngapi è un condimento assai usato nella cucina birmana ed è fatto con una pasta di pesce disidratato ed essiccato. Per salare le pietanze viene usata anche una salsa di pesce detta nga-pya-ye. Nella tradizione birmana questi cibi sono considerati apu za ("caldi") e per questo vanno accompagnati con cibi a-aye za ("freddi") come melanzane, cetrioli e latticini.
Alcune specialità birmane sono le cosiddette dhouq (anche thouq o lethouq), delle insalate di verdura o frutta cruda condite con succo di limetta, cipolle, arachidi, peperoncino e spezie varie. Alcuni esempi di queste insalate sono la maji-yweq dhouq (con foglie di tamarindo), la shauk thi dhouq (con pomelo) e la t'amin let dhouq (insalata di riso). La portata che chiude generalmente un pasto birmano è l'insalata lahpet (la-hpeh dhouq), preparata con foglie di tè verde inumidite e pressate e mescolate con semi di sesamo, piselli fritti, gamberi essiccati, aglio fritto, arachidi, cocco e zenzero tostati.
Un piatto molto popolare in Birmania è il peh-hin-te (o dahl), una zuppa di lenticchie di origine indiana. A volte viene servita la hin-jo, una minestra di zucca verde.
A colazione o durante gli spuntini sono diffusi i piatti a base di noodle. Un esempio è il mohinga, a base di noodle con pollo o pesce. Questa pietanza è considerata piatto nazionale ed è tipica dell'area di Yangon e del delta dell'Irrawaddy. Un piatto a base di noodle di riso con pollo e salsa di cocco è invece il oun-no hkauq-sweh, molto simile al khao soi preparato nella città thailandese di Chiang Mai, vicino al confine con la Birmania.

## Cucine regionali
A Mandalay e nell'area del lago Inle che comprende Kalaw, Pindaya, Nyaungshwe e Taunggyi la cucina risente delle influenze shan tipiche della Thailandia settentrionale. Sono diffusi i k'auk sen, dei larghi noodle di riso con curry che vengono impiegati nella zuppa shan k'auk sen, particolarmente apprezzata nello Stato Shan. Una variante di questa zuppa può essere il myi shay ed esiste anche una versione vegetariana con tofu, che in Birmania non è fatto con soia ma con ceci e curcuma. Un'altra specialità dello Stato Shan sono i maung jeut, dei cracker di riso. Il t'amin chin ("riso acido") è invece un'insalata di riso con curcuma.
Tra Pegu e Moulmein è diffusa la cucina dei mon, che è molto simile a quella dei bamar ma fa un uso maggiore di curry. Il peperoncino è largamente impiegato in questa cucina.
La cucina dello Stato Rakhine somiglia a quella indiana e bengalese: qui i piatti sono a base di legumi, curry speziati e pane basso, e nelle aree costiere come nella Regione di Tanintharyi è diffuso il consumo di pesce.
In generale, nelle grandi città sono numerosi i ristoranti che offrono cucina indiana e cinese, specie i piatti dei musulmani dello Yunnan oppure il dan bauk (biryani) e i thali vegetariani serviti su foglie di banano che in lingua birmana vengo chiamati chitty o chetty.

## Piatti cerimoniali
In occasione del Thingyan, il capodanno birmano, viene preparato un piatto cerimoniale chiamato riso Thimgyan. Il riso viene cotto in un recipiente di terracotta e aromatizzato con una fragranza di cera d'api, per poi essere intriso in acqua e servito con del pesce affumicato o essiccato, assieme a olio di sesamo e una insalata di Bouea macrophylla, una prugna simile al mango.
Durante il mese di Dabaung, che coincide con la fase più propizia del raccolto del riso, si prepara il htamanè, a base di riso glutinoso, semi di sesamo, arachidi, zenzero e cocco. Gli ingredienti vengono costantemente mescolati in una pentola e la usa preparazione è un'occasione di festa e socialità.

## Abitudini culinarie
Nelle case birmane i pasti vengono consumati seduti su delle stuoie di canna attorno a un tavolo alto circa 30 cm. Le pietanze vengono servite tutte insieme e i commensali mangiano con la mano destra. Nelle grandi città e nei ristoranti sono diffuse anche le posate.
La tradizionale colazione birmana prevede riso fritto oppure riso avanzato dal giorno prima servito con piselli e tè verde. In alternativa si consumano riso glutinoso con semi di sesamo tostati e pesce o verdure soffritte, oppure pesce essiccato, piatti a base di noodle, naan o pollo al curry.
Il pranzo è il pasto principale e non prevede alcolici, ma zuppe o bevande rinfrescanti. Il riso è la portata principale, accompagnato da carne o pesce al curry. Il pasto generalmente si completa con della frutta, come durian, banane, mango e pomelo, che durante la giornata vengono consumati come spuntino. Il tè verde con una caramella di zucchero di palma è considerato un digestivo.
Un'usanza che i birmani hanno ereditato dall'India è quella di masticare foglie di betel a fine pasto.
La cultura del tè è molto sentita in Birmania. Le sale da tè sono frequentatissime e vi si può ordinare lap eq-ye (acqua di tè con latte condensato), cho bouk (una versione meno dolce del precedente) e kyauk padaung (un tè molto dolce tipico di una zona attorno a Bagan dove si coltiva palma da zucchero).

## Galleria d'immagini

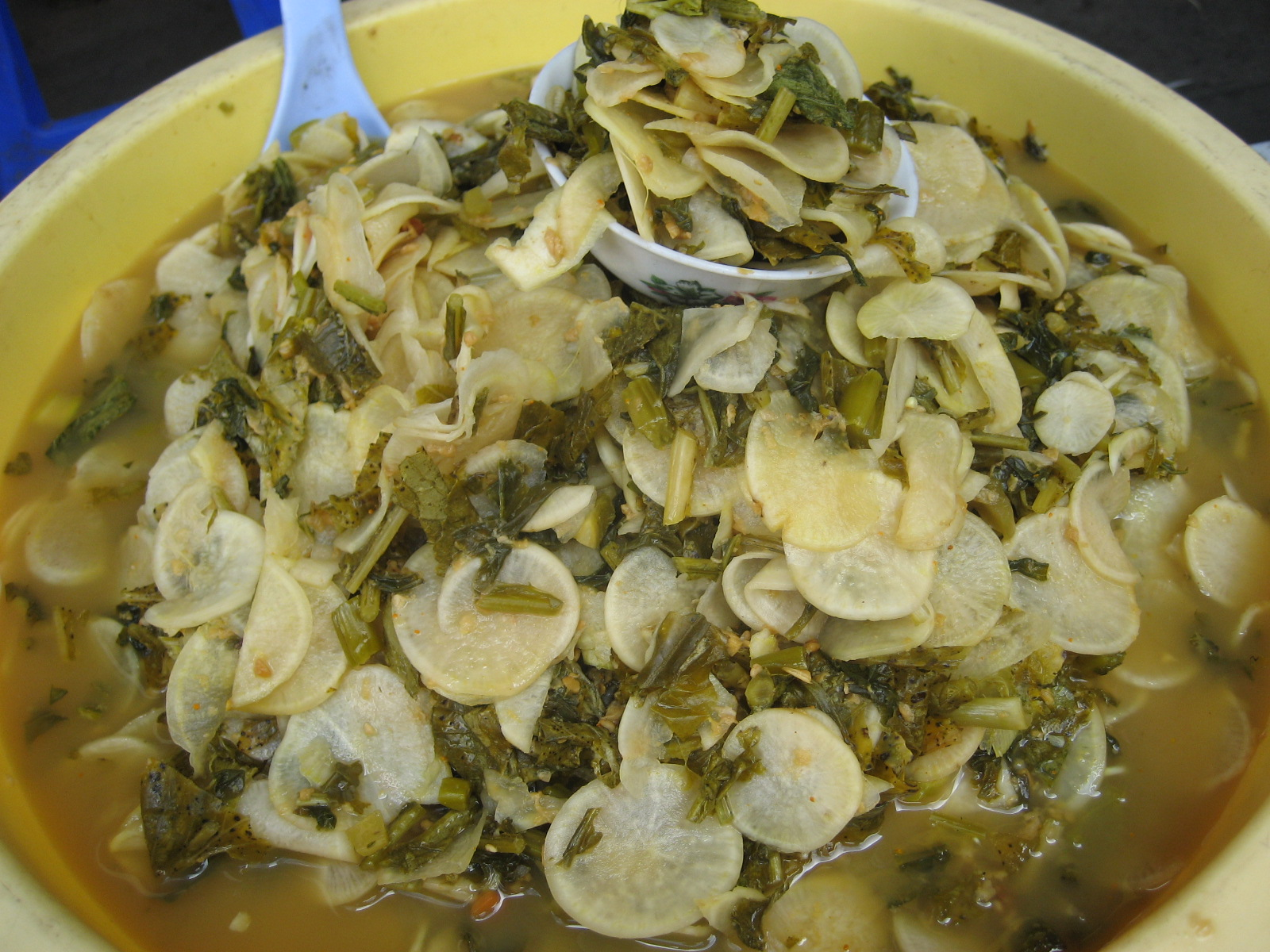
Mohn la jin - mooli
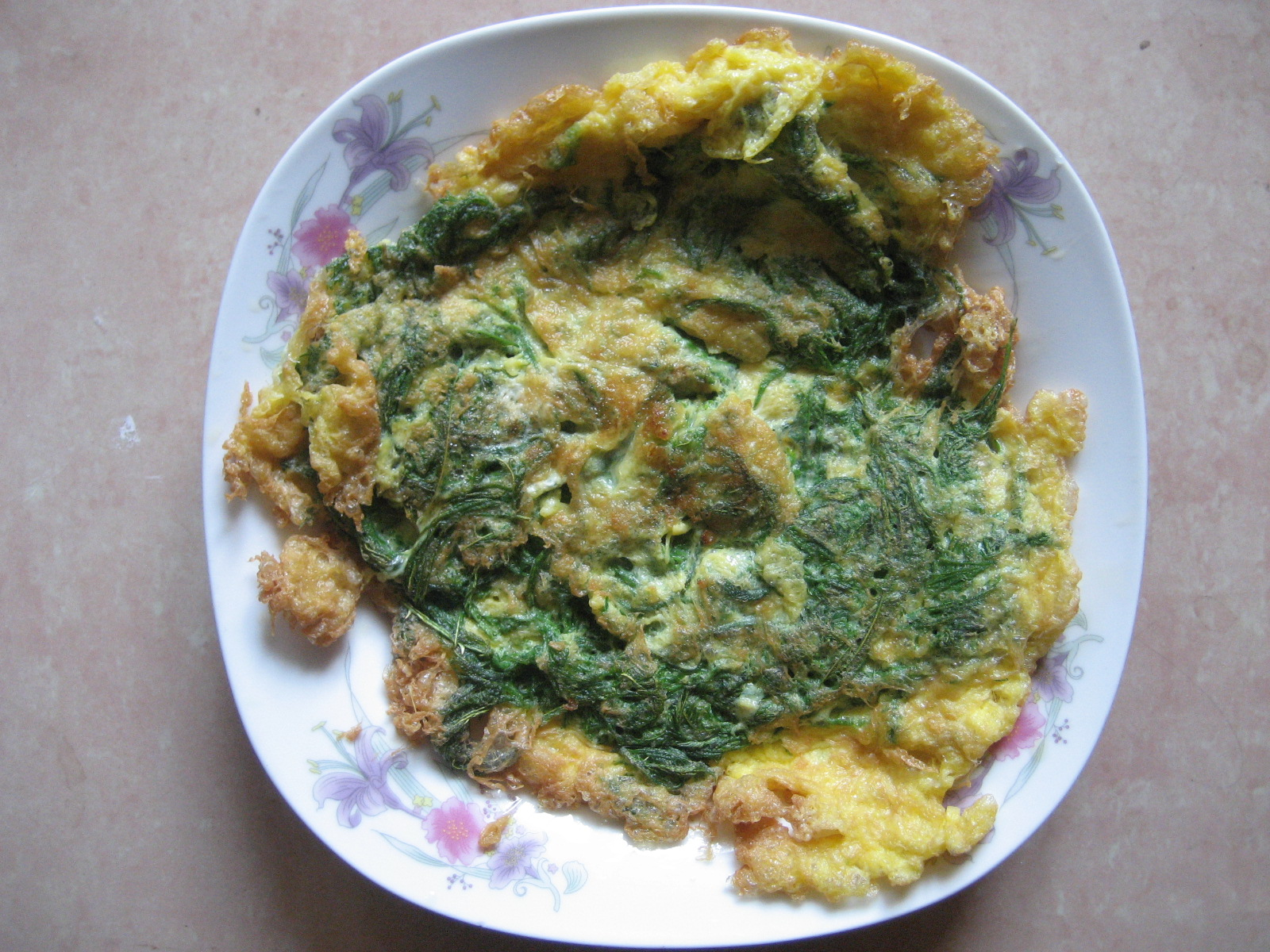
Cha-om omelette
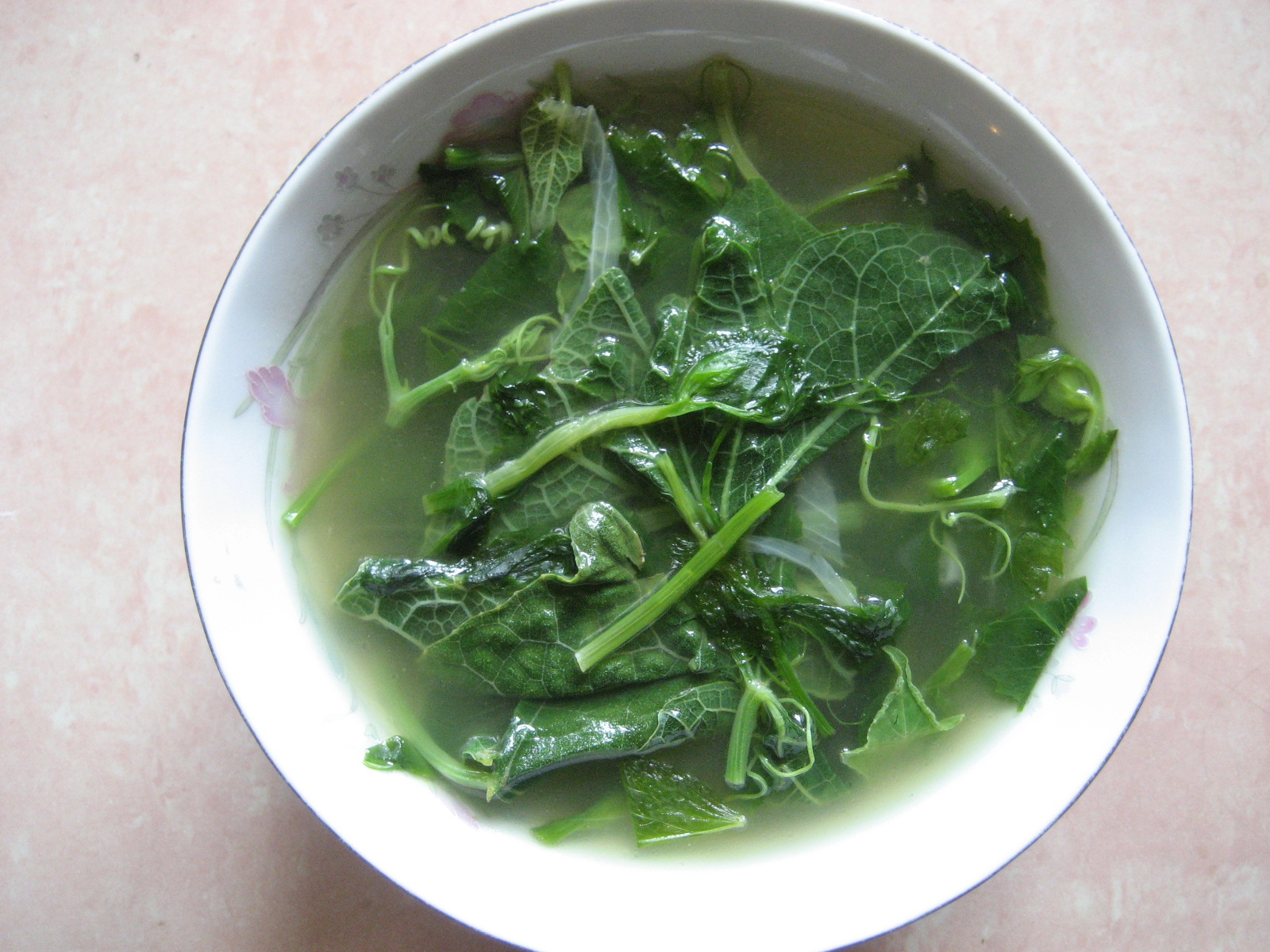
Bu nyunt hinjo - zuppa
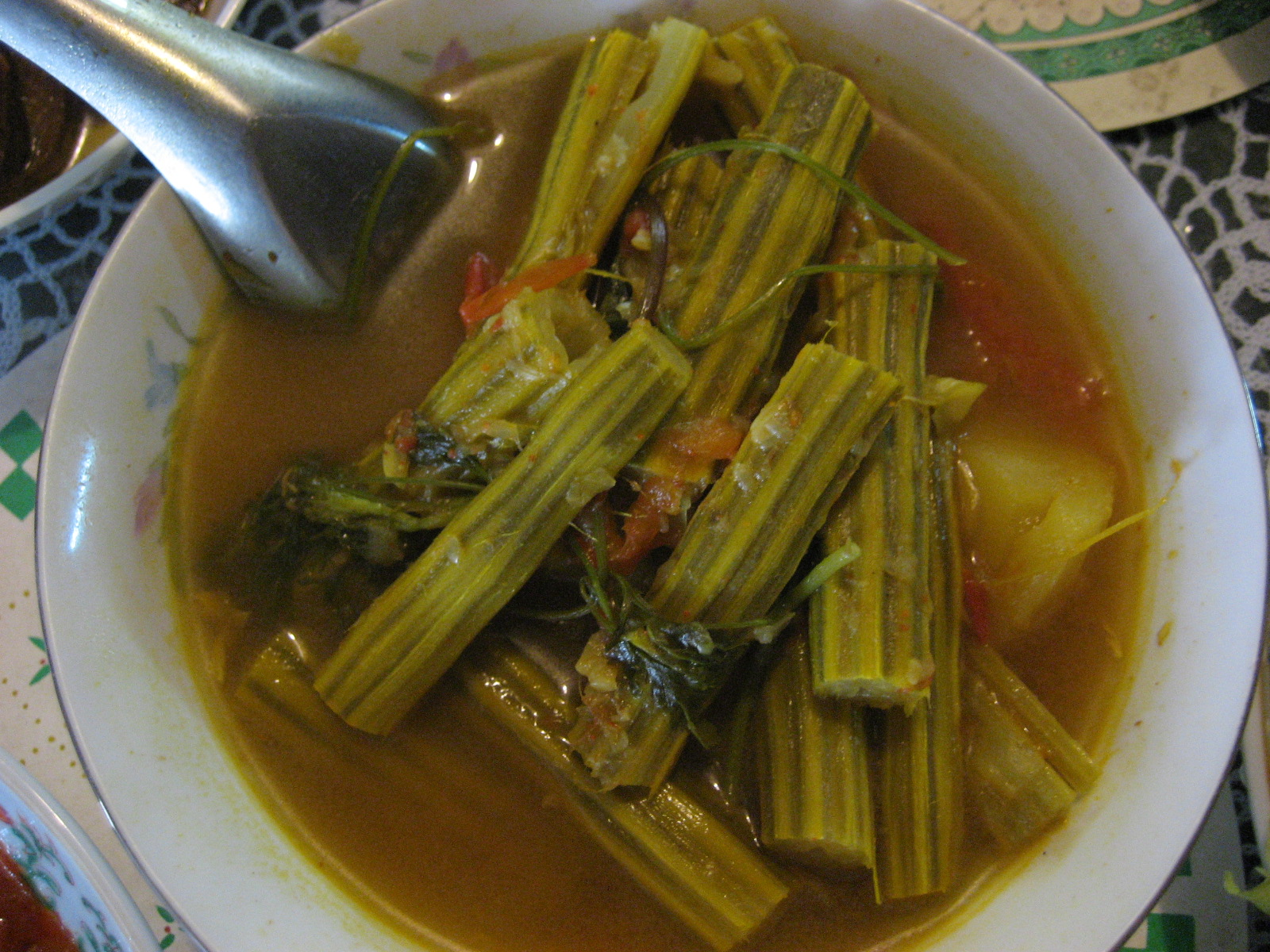
Dunt dalun chin-yay - zuppa
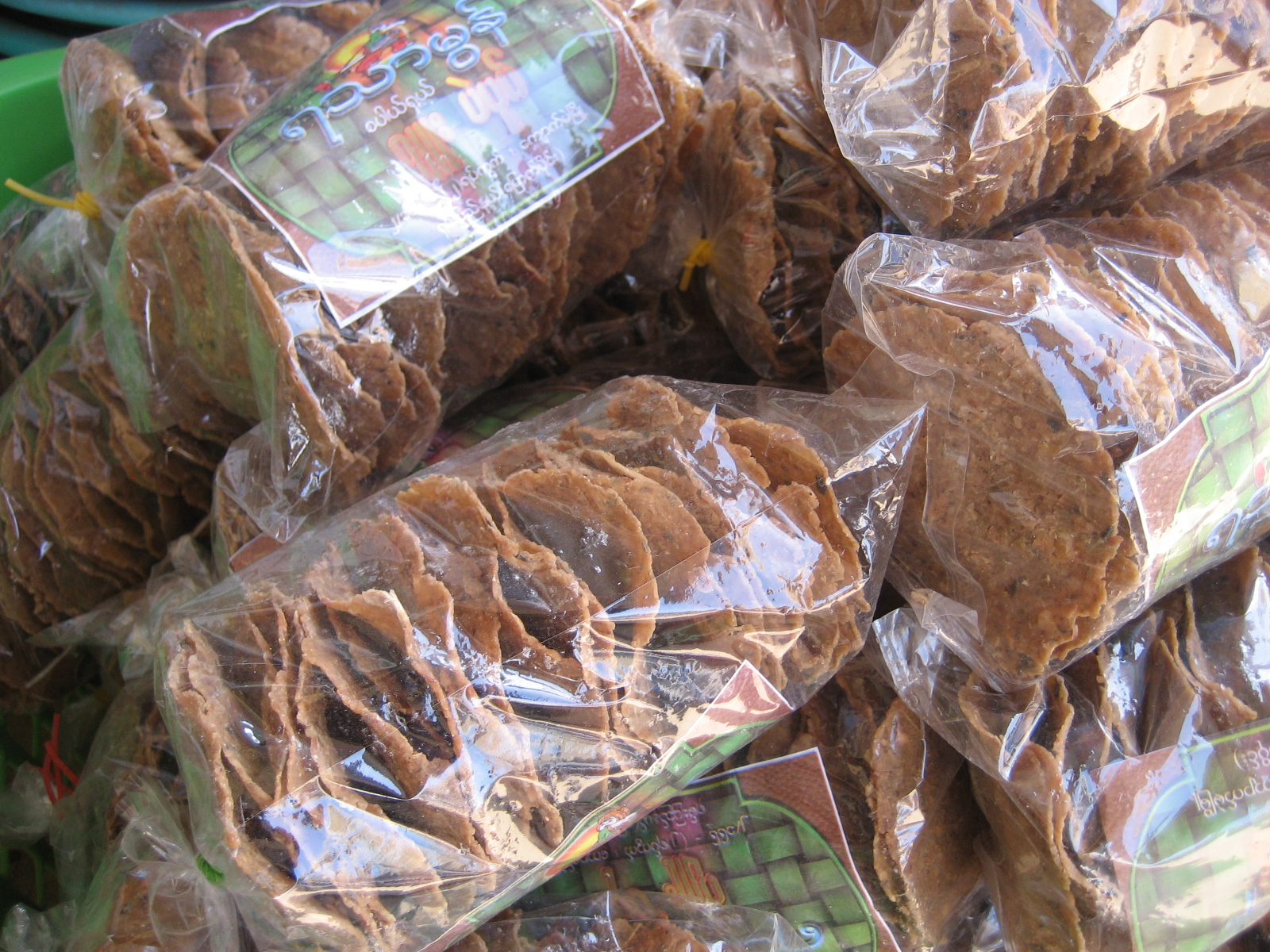
Pè bohk - torte di fagioli fermentati da grigliare o friggere
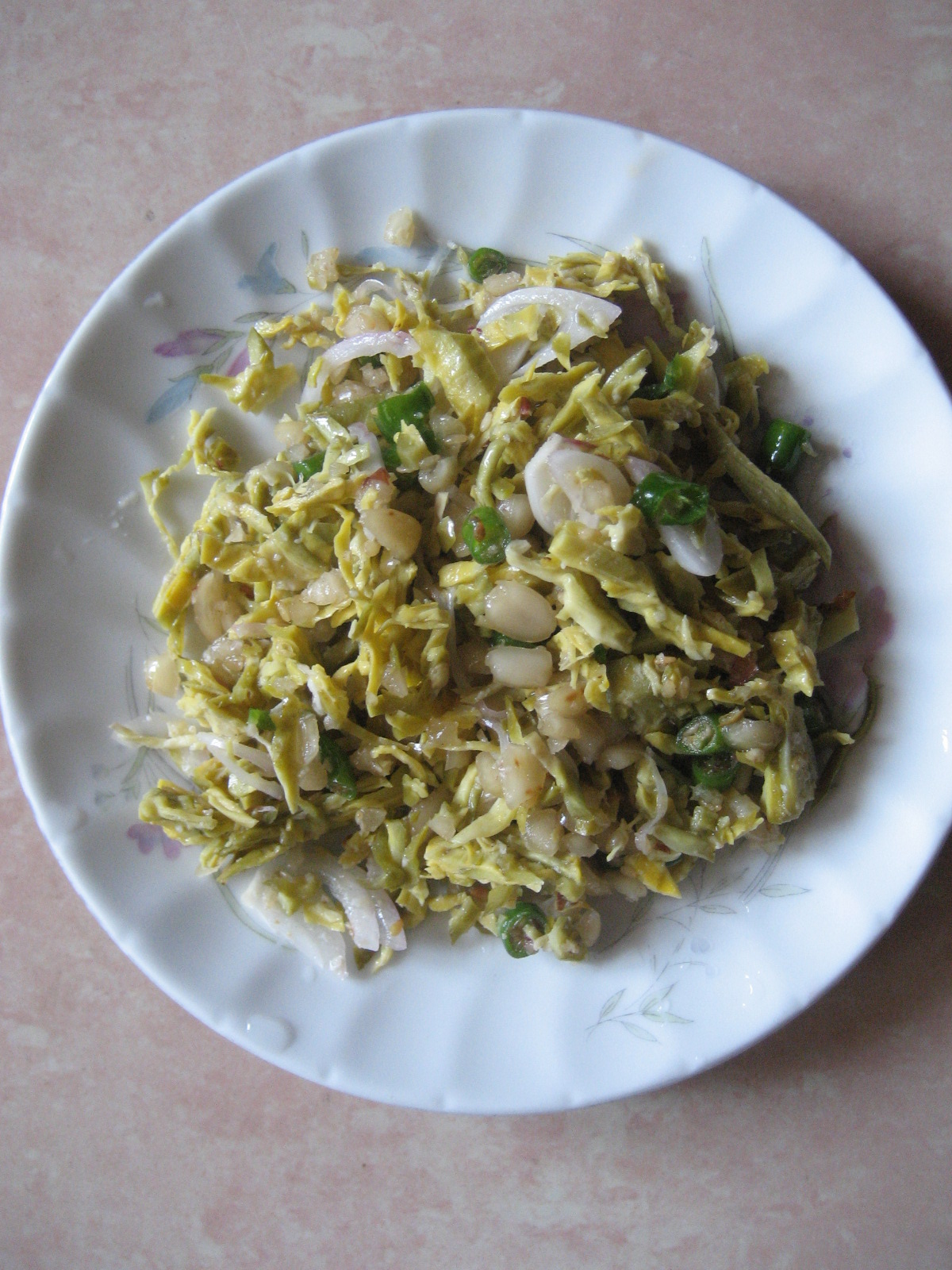
Thayet chin thohk - insalata di mango verde con cipolle, peperoncino verde, arachidi tostate, sesamo e olio d'arachidi
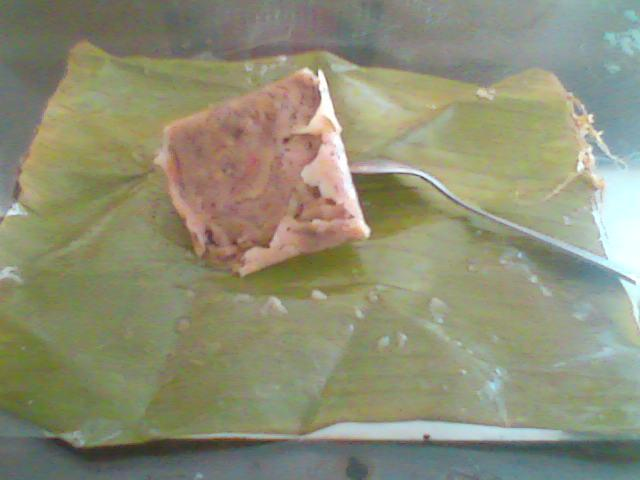
Nga paong thohk